# Sant-Maloù
Sant-Maloù (en bretó Sant-Maloù, en gal·ló Saent-Malo, en francès Saint-Malo) és un municipi francès situat al departament d'Ille i Vilaine i a la regió de Bretanya. L'any 2006 tenia 49.661 habitants que es converteixen en 200.000 a la temporada turística. Amb els suburbis arriba al 135.000 habitants.

## Demografia
| Evolució de la població |       |       |       |       |       |        |        |       |
| 1793                    | 1800  | 1806  | 1821  | 1831  | 1836  | 1841   | 1846   | 1851  |
| 10 730                  | 9 147 | 9 934 | 9 949 | 9 981 | 9 744 | 10 053 | 10 076 | 9 997 |

| 1856   | 1861   | 1866   | 1872   | 1876   | 1881   | 1886   | 1891   | 1896   |
| ------ | ------ | ------ | ------ | ------ | ------ | ------ | ------ | ------ |
| 10 809 | 10 886 | 10 693 | 12 316 | 10 295 | 11 212 | 10 500 | 11 896 | 11 476 |

| 1901   | 1906   | 1911   | 1921   | 1926   | 1931   | 1936   | 1946   | 1954   |
| ------ | ------ | ------ | ------ | ------ | ------ | ------ | ------ | ------ |
| 11 486 | 10 647 | 12 371 | 12 390 | 13 137 | 12 864 | 13 836 | 11 311 | 14 339 |

| 1962   | 1968   | 1975 | 1982 | 1990 | 1999 | 2006 | 2011 | 2016 |
| ------ | ------ | ---- | ---- | ---- | ---- | ---- | ---- | ---- |
| 17 137 | 42 297 | -    | -    | -    | -    | -    | -    | -    |

| 2019 | - | - | - | - | - | - | - | - |
| ---- | - | - | - | - | - | - | - | - |
| -    | - | - | - | - | - | - | - | - |

(1) Fusió de tres viles : Saint-Malo, Saint-Servan (14 963 habitants el 1962) i Paramé (8 811 habitants el 1962).

## Curiositats
Aquesta ciutat costanera de la Bretanya està envoltada per un cinturó de muralles. A dins de les quals resta la vila històrica, monumental i turística. Avui la major part de la població viu als barris nous fora de les muralles. El port dona al canal de la Mànega.
Entre els fets de la seva llarga història es poden destacar la seva especialització com a port corsari dedicat a la lluita contra els vaixells anglesos a l'edat Moderna i la destrucció gairebé total que van provocar els bombardejos americans el 1944 (la ciutat va ser reconstruïda seguint els plànols originals).

## Administració
| Període   | Identitat       | Partit        |
| --------- | --------------- | ------------- |
| 1966-1977 | Marcel Planchet |               |
| 1977-1983 | Louis Chopier   | PS            |
| 1983-1989 | Marcel Planchet | Divers droite |
| 1989-     | René Couanau    | UMP           |

## Personatges il·lustres

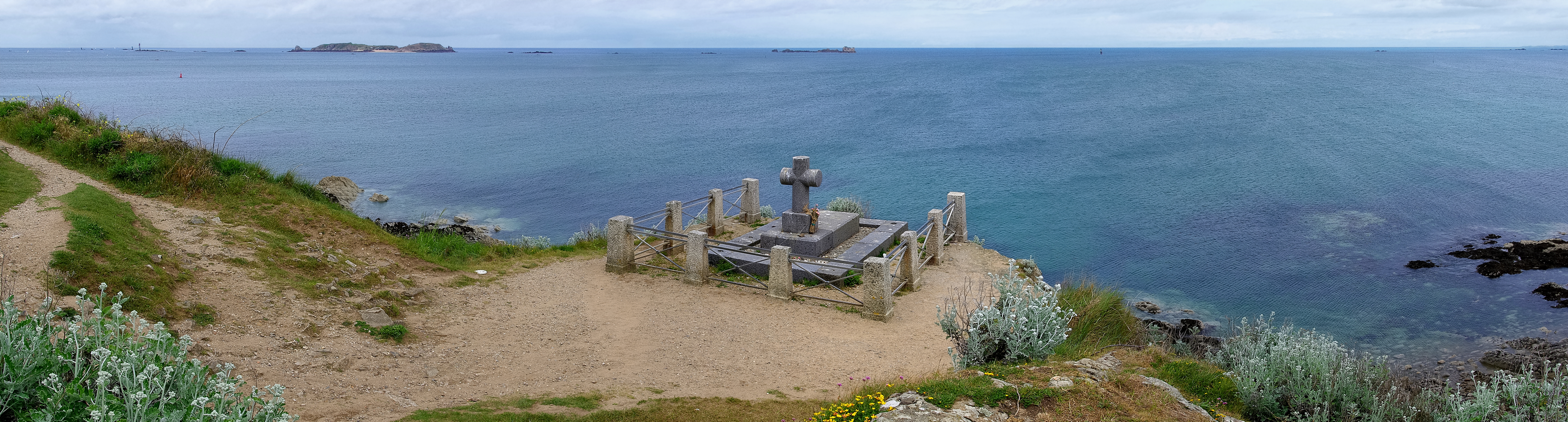

- Sant Maclovi d'Aleth (ca. 521-621), fundador de la ciutat i primer bisbe d'Aleth.
- Jacques Cartier (1491-1557), descobridor i explorador de Nova França
- René Duguay-Trouin (1673-1736), corsari, Lloctinent-General de la Marina amb Lluís XIV
- Jean Marie Duhamel (1797-1872), físic i matemàtic
- François-René de Chateaubriand (1768-1848), escriptor, diplomàtic
- Robert Surcouf (1773-1827), mariner i corsari
- Félicité Robert de Lamennais (1782-1854), sacerdot, filòsof i escriptor

## Galeria d'imatges

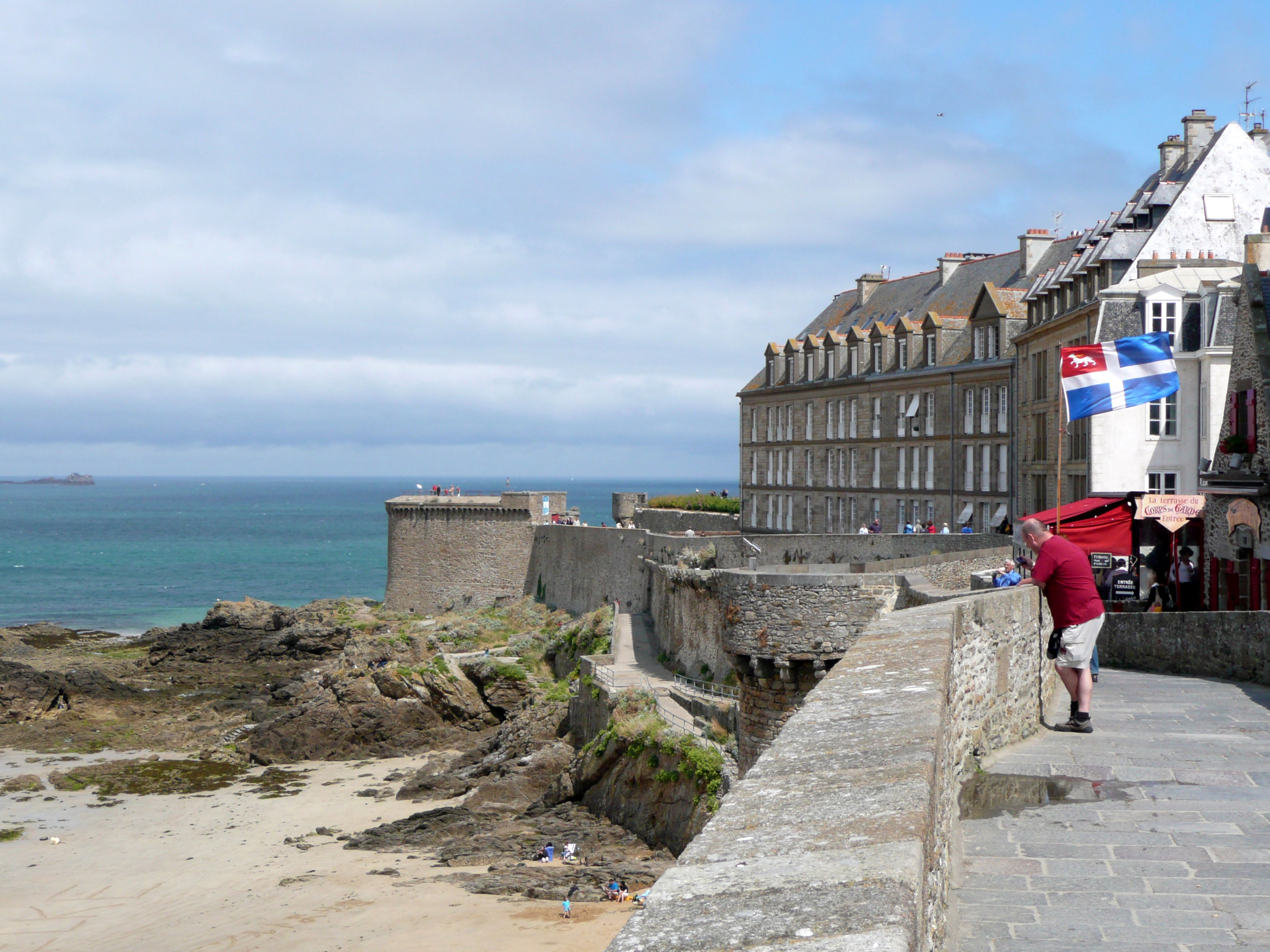
Muralles de Saint-Malo
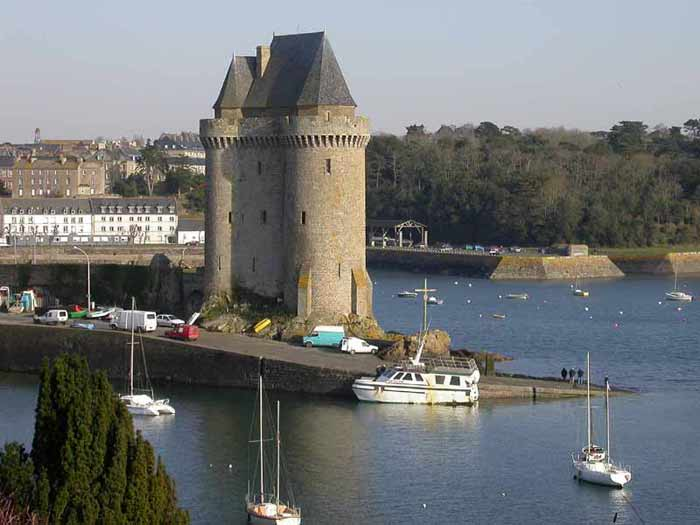
Torre Solidor (Saint-Servan)
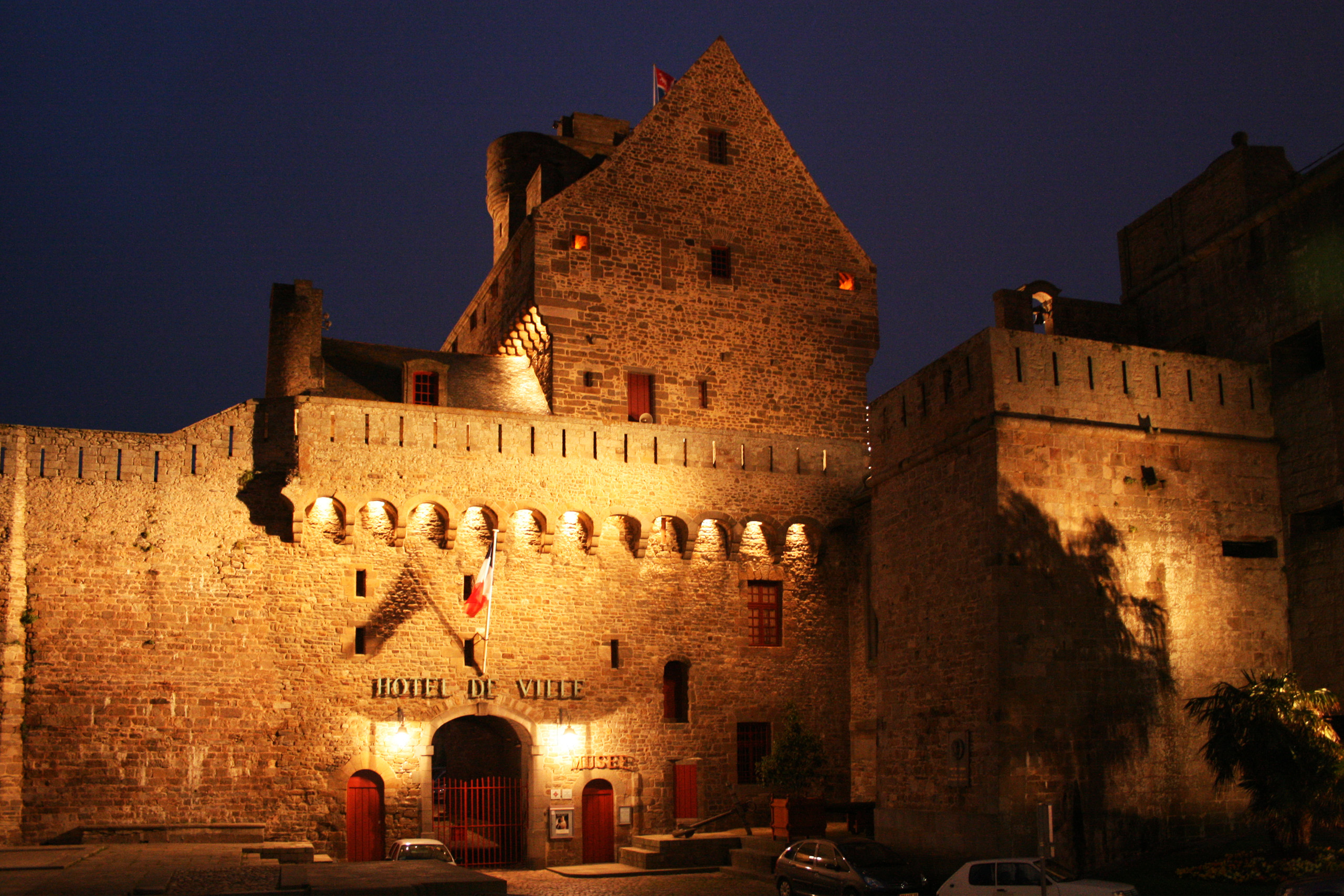
Castell de Saint-Malo